# Partit Turcman Iraquià de la Justícia
El Partit Turcman Iraquià de la Justícia (Irak Türkmen Adalet Partisi) és una organització política dels turcmans de l'Iraq, dirigida per Enver Bayraktar (Anwar Hamid Bayraktar). Es va fundar el 26 de març de 2004 i poc després, el 2005, va ingressar al Front Turcman Iraquià. El 2008 no es va voler fusionar en una sola organització, i va integrar el Consell de Partits Turcmans actuant separadament.
La bandera oficial del partit és partida en diagonal, blava i vermella, amb la mitja lluna, els rius Tigris i Eufrates i les balaces de la Justícia. En reunions i mítings s'utilitza bandera vertical blanca amb el segell al centre.